# Habronattus velivolus
Habronattus velivolus là một loài nhện trong họ Salticidae.
Loài này thuộc chi Habronattus. Habronattus velivolus được Griswold miêu tả năm 1987.